# Independensek
Az independensek (= függetlenek) egy újkori vallási mozgalom követőire utal Angliában. Azt tanították, hogy el kell távolodni a központosított, hierarchikusan irányított anglikán egyház mintájától és a vallási és egyházi ügyek helyi gyülekezeti ellenőrzését szorgalmazták. 
Később kongregacionalisták néven váltak ismertté.

## Története
Az anglikán egyházon belüli, I. Erzsébet rendeletei ellen irányuló mozgalomként indult. Hittételeit 1580 körül R. Browne fogalmazta meg.
1640 körül a puritanizmusból ágazott ki. (?)  A puritánok kálvinista elveinek továbbfejlesztésével és részben túlhajtásával minden egyes hívő gyülekezetnek a többitől és minden magasabb egyházhatóságtól való teljes függetlenségét hirdette, innen származik az independens név. Követelték a korlátlan vallásszabadságot, az egyháznak az államtól való teljes függetlenségét. Az üldözés elől Hollandiába, illetve az észak-amerikai gyarmatokra menekültek, ahol később jelentős szerepet vállaltak mind a vallási, mind az állami életben. 
Az independensek felekezete az angol forradalom alatt termékeny talaja lett a szélsőséges vallásos rajongásnak. Közéjük tartozott Oliver Cromwell is. Az independensek I. Károly legelszántabb ellenfelei, Cromwell legjobb katonái voltak.